# Gengo
Gengo — веб-платформа перевода со штаб-квартирой в Токио.

## История
Gengo была основана в 2008 году Мэтью Ромейном и Робертом Лэнгом. До основания Gengo, Ромейн был инженером-исследователем и переводчиком Sony Corporation, а Лэнг возглавлял Moresided, дизайнерское агентство, расположенное в Великобритании. Ромейн придумал концепцию для Gengo базируясь на своем опыте перевода документов на японской и английский языки в Sony, несмотря на то, что первоначально он был нанят в качестве инженера. До ребрендинга в 2012 году, компания была известна как «myGengo».
В апреле 2010 года компания запустила свои API, позволяя разработчикам интегрировать платформу перевода Gengo на сторонние приложения, веб-сайты и виджеты.
Ромейн изначально работал в качестве технического директора компании. Он заменил соучредителя Роберта Лэйнга в качестве генерального директора в 2015 году.
В марте 2018 года компания запустила Gengo AI, платформу по требованию, которая обеспечивает многоязычные учебные данные для разработчиков машинного обучения.
В январе 2019 года Gengo и Gengo AI были приобретены Lionbridge Technologies и после ребрендинга получили название Lionbridge AI.